# Lawsonia (Maryland)
|  | Dieser Artikel wurde aufgrund von inhaltlichen Mängeln auf der Qualitätssicherungsseite des Projektes USA eingetragen. Hilf mit, die Qualität dieses Artikels auf ein akzeptables Niveau zu bringen, und beteilige dich an der Diskussion! Eine nähere Beschreibung der zu behebenden Mängel fehlt. |

Lawsonia ist eine Kleinstadt im Somerset County im Bundesstaat Maryland in den USA.

## Lage und Verkehr
Der Ort befindet sich am Pocomoke Sound und ist der Endpunkt der Maryland Route 380, die ihn mit Crisfield verbindet.

## Weblink
- http://www.placesnamed.com/L/a/lawsonia.asp